# Деонтей Уайлдер — Бермейн Стиверн (2017)
Деонтей Уайлдер — Бермейн Стиверн II (англ. Deontay Wilder vs. Bermane Stiverne II) — двенадцатираундовый боксёрский поединок-реванш за титул чемпиона мира в тяжёлом весе по версии WBC, который на момент проведения поединка принадлежал Деонтею Уайлдеру.
Этот поединок стал вторым для боксёров. Первый поединок между ними состоялся 17 января 2015 года, а на кону стоял титул чемпиона по версии WBC, который принадлежал Стиверну. Бой проходил с преимуществом претендента, который в итоге и одержал победу судейским решением, став новым чемпионом.
Поединок состоялся 4 ноября 2017 года на спортивной арене «Barclays Center» в Бруклине (Нью-Йорк, США). Бой продлился менее одного раунда (2 минуты 59 секунд), за это время Уайлдер трижды отправлял Стиверна в нокдаун, и после третьего нокдауна (за секунду до окончания раунда) рефери остановил поединок.

## Предыстория
17 января 2015 года на базе гостинично-развлекательного комплекса «MGM Grand» в Лас-Вегасе (штат Невада, США) состоялся поединок за титул чемпиона мира в тяжёлом весе по версии WBC между действующим чемпионом Бермейном Стиверном (24-1-1, 21 KO) и претендентом Деонтеем Уайлдером (32-0, 32 KO). Этот поединок продлился все отведённые на него двенадцать раундов и завершился победой Уайлдера единогласным судейским решением, став таким образом первым поединком в профессиональной карьере Уайлдера, который не завершился его досрочной победой.
С момента завоевания титула и до второго боя со Стиверном Уайлдер провёл пять защит титула, в которых одержал досрочные победы (последовательно победил: Эрика Молину, Жоана Дюапу, Артура Шпильку, Криса Арреолу и Джеральда Вашингтона). После пятой защиты титула Уайлдер планировал провести объединительный поединок против чемпиона мира по версии WBO Джозефа Паркера (22-0), но тот решил защищать титул в бою с Разваном Кожану (16-2). После этого Деонтей планировал провести поединок с бывшим временным чемпионом по версии WBA Луисом Ортисом (28-0). Однако 29 сентября стало известно, что Ортис провалил допинг-тест, в его крови были обнаружены хлоротиазид и гидрохлоротиазид. Сам Ортис утверждал, что он принимал лекарства, в которых содержатся эти вещества, из-за высокого давления.
В итоге на замену Ортису вышел имевший статус обязательного претендента на титул чемпиона WBC Бермейн Стиверн, который должен был боксировать в рамках андеркарта боя «Уайлдер — Ортис». Стиверн после первого боя с Уайлдером провёл всего один поединок — 14 ноября 2015 года против Деррика Росси (30-10), по ходу боя бывший чемпион оказался в нокдауне, но в конечном итоге всё же выиграл бой судейским решением, после чего около двух лет не выходил в ринг. В 2016 году должен был состояться поединок между Александром Поветкиным и Берменом Стиверном, победитель которого должен был стать обязательным претендентом на титул чемпиона мира по версии WBC в тяжёлом весе, однако из-за положительного результата в допинг-пробах Поветкина бой был отменён, а статус обязательного претендента был предоставлен Стиверну без боя.
За день до боя состоялась официальная процедура взвешивания боксёров, на которой Деонтей Уайлдер весил 103,4 кг, а Бермейн Стиверн — 115,6 кг.

### Прогнозы и мнения
По мнению экспертов в этой спортивной дисциплине, главной интригой в поединке был не вопрос о победителе боя, а сможет ли Уайлдер нокаутировать Стиверна или же вновь победит по очкам. Так журналисты сайта vRINGe.com, делая прогноз на этот поединок, единодушно поставили на победу Уайлдера (Антон Горюнов — нокаутом в 10-м раунде, Игорь Витько — судейским решением, Святослав Осипов — ввиду отказа Стиверна продолжать поединок после 5-го раунда и Евгений Пилипенко — техническим нокаутом в седьмом раунде), журналисты англоязычного сайта «Round By Round Boxing» также единодушно (Лиам Брэди, Майк Бернелл, Винс Минник, Р. Л. Вудсон, Эндрю Канг, Брианна Родригес, Тай Пол и Алекс Бургос) были уверены в победе действующего чемпиона. Российский спортивный аналитик Александр Беленький, будучи уверенным в победе Уайлдера, предположил, что тот скорее всего нокаутирует оппонента во второй половине поединка.
По мнению букмекеров, явным фаворитом в поединке также считался Уайлдер. К примеру, в букмекерской конторе «Лига ставок» можно было поставить с расчётом 1,05 к 1, в то время как на победу его визави ставки принимались с коэффициентом 8 к 1. Коэффициенты в других букмекерских конторах также выделяли Уайлдера как очевидного фаворита в поединке, в конторах «William Hill» и «1Xbet» ставки на победу Уайлдера принимались с коэффициентом 1,05 к 1, ничья считалась самым маловероятным исходом и ставки на неё принимались с коэффициентом 1 к 34, а вот на победу Стиверна в этих конторах ставки принимались с коэффициентами 9 к 1 и 14,5 к 1 соответственно

Как вообще можно провести один бой за два года против соперника, который отправил тебя в нокдаун, и всё равно остаться официальным претендентом на титул WBC?— промоутер Деонтея Уайлдера Лу Дибелла.

## Ход поединка
На протяжении первых двух минут первого раунда Деонтей Уайлдер боксировал первым номером (в атаке), выбрасывая лишь хлёсткие джебы (прямые удары) с левой руки, в то время как претендент, стараясь не пропустить удар, держал защитный блок и отступал к канатам ринга. Через двадцать секунд после начала первого раунда Уайлдер впервые за поединок выбросил удар с правой руки, который Стиверн принял на блок.
За 50 секунд до окончания первого раунда Уайлдер пробил двух-ударную комбинацию левый джеб — правый джеб, вследствие чего Бермейн Стиверн оказался в нокдауне, но сумел подняться и за 30 секунд до окончания раунда бой был возобновлен. Однако чемпион сразу же пробил несколько акцентированных ударов, и за 26 секунд до окончания раунда Стиверн оказался в нокдауне во второй раз, но вновь сумел подняться и рефери боя Артур Мерканте-младший «с сомнением разрешил продолжить бой», который был возобновлен за 5 секунд до окончания раунда. За оставшееся время Уайлдер прижал Стиверна к канатам и начал пробивать силовые удары, что привело к третьему падению претендента за секунду до конца раунда. После третьего падения Стиверна, Уайлдер попытался нанести ещё несколько ударов, но вовремя подоспевший рефери сумел оттащить его в другой угол ринга. В итоге, победа нокаутом в 1-м раунде была присуждена Деонтею Уайлдеру.
Согласно статистике ударов, Деонтей Уайлдер попал 15 раз (38 %) из 39 выпущенных ударов за поединок, из них 24 были джебами (из них 6 точных — 25 %) и 15 — акцентированные удары (из них 9 точных, 60 %); в то же время Бермейн Стиверн выпустил всего 4 удара — два джеба и два силовых удара, из которых ни один не был точным.

## Андеркарт
В таблице перечислены результаты всех поединков боксёров.
В каждой строке указан результат поединка. Дополнительно номер поединка обозначен цветом, который обозначает итог поединка. Расшифровка обозначений и цветов представлена в нижеследующей таблице.
| Пример | Расшифровка                     |
| ------ | ------------------------------- |
|        | Победа                          |
|        | Ничья                           |
|        | Поражение                       |
|        | Планируемый поединок            |
|        | Поединок признан несостоявшимся |
| КО     | Нокаут                          |
| ТКО    | Технический нокаут              |
| PTS    | Решение судей (по очкам)        |
| UD     | Единогласное решение судей      |
| MD     | Решение большинства судей       |
| SD     | Раздельное решение судей        |
| RTD    | Отказ от продолжения боя        |
| DQ     | Дисквалификация                 |
| NC     | Поединок признан несостоявшимся |

| Боксёр                  | Итог боя    | Боксёр                      | Примечания                                                                         |
| ----------------------- | ----------- | --------------------------- | ---------------------------------------------------------------------------------- |
| Деонтей Уайлдер (38-0)  | KO1 (12)    | Бермейн Стиверн (25-2-1)    | Поединок за титул чемпиона мира по версии WBC в тяжёлом весе.                      |
| Шон Портер (27-2-1)     | UD12 (12)   | Эдриан Гранадос (18-5-2)    | Поединок за вакантный титул WBC Silver в полусреднем весе.                         |
| Сергей Липинец (12-0)   | UD12 (12)   | Акихиро Кондо (29-6-1)      | Поединок за вакантный титул чемпиона мира по версии IBF в первом полусреднем весе. |
| Доминик Бризил (18-1)   | RTD8 (12)   | Эрик Молина (26-4)          | Рейтинговый поединок в тяжёлом весе.                                               |
| Аманда Серрано (33-1-1) | TKO1 (10×3) | Мэрилин Эрнандес (26-10)    | Рейтинговый поединок во втором полусреднем весе среди женщин.                      |
| Крис Колберт (6-0)      | UD8 (8)     | Тит Уильямс (7-0)           | Рейтинговый поединок в полусреднем весе.                                           |
| Шон Монаган (28-1)      | UD8 (8)     | Эверт Браво (23-6-1)        | Рейтинговый поединок в первом тяжёлом весе.                                        |
| Яго Киладзе (25-1)      | TKO2 (8)    | Педро Хулио Родригес (23-2) | Рейтинговый поединок в тяжёлом весе.                                               |
| Ленрой Томас (22-4-1)   | TKO5 (6)    | Эд Фонтан (12-2)            | Рейтинговый поединок в тяжёлом весе.                                               |
| Эфе Аджагба (2-0)       | UD8 (8)     | Родни Эрнандез (10-6-2)     | Рейтинговый поединок в тяжёлом весе.                                               |
| Дилан Прайс (3-0)       | TKO1 (4)    | Тревор Баллинджер (0-2)     | Рейтинговый поединок в легчайшем весе.                                             |

## После боя
После победы в реванше со Стиверном, Уайлдер всё же провёл поединок против Луиса Ортиса, который состоялся 3 марта 2018 года и завершился его победой техническим нокаутом в 10-м раунде. Затем Уайлдер провел ещё три успешных защиты титула — сведя вничью поединок с Тайсоном Фьюри (1 декабря 2018), нокаутировав в 1-м раунде Доминика Бризила (18 мая 2019) и победив в реванше Луиса Ортиса (23 ноября 2019). Однако досрочно проиграл в реванше Тайсону Фьюри (22 февраля 2020) и утратил чемпионский титул.
После второго поражения от Уайлдера Стиверн провел ещё один поединок 23 февраля 2019 года, проиграв техническим нокаутом британцу Джозефу Джойсу (7-0) в бою за титул чемпиона стран Содружества в тяжёлом весе. После этого боя Стиверн больше не выходил на профессиональный ринг.